# Zelotes cyanescens
Zelotes cyanescens är en spindelart som beskrevs av Simon 1914. Zelotes cyanescens ingår i släktet Zelotes och familjen plattbuksspindlar.
Artens utbredningsområde är Frankrike. Inga underarter finns listade i Catalogue of Life.